# Bochica
Bochica (ook: Nemquetaha, Nemqueteba, Sadigua, Xue, heer, Sugunsúa, hij die verdwijnt, Chimizapagua, boodschapper van Chiminigagua, de schepper van het universum) was cultuurheld van de indianenstammen Chibcha en hun nazaten, de Muisca in Colombia. Bochica bracht beschaving, wetten en onderwees hen de landbouw, metallurgie en andere kunsten.
Bochica was bebaard net als de Incagod Viracocha, de Azteekse Topiltzin Ce Acatl Quetzalcoatl en verschillende andere goden uit de pantheons van Centraal- en Zuid-Amerika.  

## Komst
Bochica kwam volgens de legenden uit het oosten. 'Hij verscheen als een oude man, gekleed in lange gewaden en met lang haar en een baard tot op zijn middel.' Bochica leerde de 'wilde' mensen hutten bouwen, fruit telen, spinnen, weven, vreedzaam samenleven, kuisheid en soberheid, en de verering van de zonnegod. Hij stelde feestdagen, bedevaarten en offerrituelen in en voor de eredienst van de Zon stelde hij een hogepriester aan. Volgens kronieken ontving ook Nompanem, de vorst van het Irca-gebied hem hartelijk bij Sugamuxi in het oosten. Bochica stelde ook in Nompanems rijk de wetten en riten in. Een tijd woonde Bochica in Cota in een grot, waar hij vaak preekte voor grote menigten.

## Chia
Zijn beeldschone, lange vrouw Chia of Huitaca, die hem was nagereisd, werkte hem echter tegen. Zij predikte het tegenovergestelde van Bochica's leer: zij vertelde 'iedereen te drinken en te dansen, vrolijk te zijn en de liefde te bedrijven. Een dergelijke boodschap hoorden de mensen graag en Chia kreeg dan ook veel volgelingen.' Dat maakte Bochica razend en hij zon op wraak.
Toen Chia de rivier de Funza buiten zijn oevers liet treden, kon slechts een enkeling in de bergen aan het snel wassende water ontsnappen. Bochica verbande toen zijn vrouw Chia uit het daglicht, tot het einde der tijden zou ze in het duister moeten leven. Volgens de ene versie veranderde Bochica zijn vrouw in de maan, volgens een andere in een uil. Ze werd als Huitaca, de godin van dronkenschap en genotzucht, door de Chibcha vereerd.

## Vloed van Chibchacum
Bochica beschermde de mensheid na de grote overstroming van de watergod Chibchacum. Bochica verscheen op een regenboog en liet het water van de Vloed weg lopen via de door hem gecreëerde Tequendama-waterval. Chibchacum werd door Bochica gestraft en naar de Onderwereld gestuurd. Daar moet Chibchacum tot het einde der tijden, als een Atlas, de wereld op zijn schouders torsen. Als de wereld Chibchacum te zwaar valt, hevelt hij de last van zijn ene op zijn andere schouder: op aarde wordt dat dan als een aardbeving ervaren. Bochica beschermde de mensen ook tegen Thomagata, de god van de stormen, die zich als een vuurbal vertoonde, net als Huallallo Caruincho van de Huarochiri-indianen in Peru.

## Vertrek
Bochica bleef tweeduizend jaar op aarde. Hij vertrok ten slotte  naar het westen of naar de hemel. Hij liet zijn voetafdruk achter in de rotsen.

## Overeenkomst met andere goden
Bochica toont overeenkomsten met Kenos uit de mythen van de stammen van Tierra del Fuego en met Pachacamac van de Chimú.